# San Nicola l'Arena
San Nicola l'Arena is een plaats (frazione) in de Italiaanse gemeente Trabia.